# Добжениці
Добжениці (пол. Dobrzenice) — село в Польщі, у гміні Цепловоди Зомбковицького повіту Нижньосілезького воєводства.
Населення — 227 осіб (2011).
У 1975-1998 роках село належало до Валбжиського воєводства.

## Демографія
Демографічна структура станом на 31 березня 2011 року:
|          | Загалом | Допрацездатний вік | Працездатний вік | Постпрацездатний вік |
| -------- | ------- | ------------------ | ---------------- | -------------------- |
| Чоловіки | 114     | 18                 | 88               | 8                    |
| Жінки    | 113     | 23                 | 62               | 28                   |
| Разом    | 227     | 41                 | 150              | 36                   |